# Кей Джей Апа
Кенети Джеймс Фицджералд Апа (на английски: Keneti James Fitzgerald „KJ“ Apa) е новозеландски актьор, певец и музикант.

## Биография
Кенети Джеймс Фицджералд Апа е роден на 17 юни 1997 г. в Окланд, Нова Зеландия. Има 2 по-големи сестри, племенник е на бившия състезател по ръгби и треньор Майкъл Джоунс. Отгледан е в християнско семейство и заявява, че и той самият е християнин.
През 2016 г. е избран за ролята на Арчи Андрюс в сериала „Ривърдейл“.
През 2017 г. играе във филма „Кучешки живот“ в ролята на тийнейджъра Итън Монтгомъри. Следващата му роля е във филма „Омразата, която сееш„ през 2018 г. Играе и във филма „Последното лято“ в ролята на Грифин. През 2020 г. получава главна роля във филма „Все още вярвам“.
|  | Тази страница частично или изцяло представлява превод на страницата KJ Apa в Уикипедия на английски. Оригиналният текст, както и този превод, са защитени от Лиценза „Криейтив Комънс – Признание – Споделяне на споделеното“, а за съдържание, създадено преди юни 2009 година – от Лиценза за свободна документация на ГНУ. Прегледайте историята на редакциите на оригиналната страница, както и на преводната страница, за да видите списъка на съавторите. ВАЖНО: Този шаблон се отнася единствено до авторските права върху съдържанието на статията. Добавянето му не отменя изискването да се посочват конкретни източници на твърденията, които да бъдат благонадеждни. |